# Miss Mamma Mia
Miss Mamma Mia (en hangul, 미스 맘마미아; romanización revisada, Miseu mamma mia), es una serie de televisión surcoreana transmitida por KBS Drama desde el 28 de enero, hasta el 12 de marzo de 2015, protagonizada por Kang Byeol, Han Go-eun, Shim Hyung Tak y Seo Do Yeong.

## Reparto

### Personajes principales
- Kang Byeol como Seo Yeong Joo.[3]
- Han Go Eun como Oh Joo Ri.
- Shim Hyeong Tak como Na Woo Jin / Kevin Edwards.
- Seo Do Young como Yoo Myung Han.

### Personajes secundarios
- Jang Young-nam como Lee Mi Ryun.
- Kim Ha Eun como Kang Bong Sook.
- Jang Eun Pung como Joo Ki Chan.
- Ahn Seung Hoon como Presidente Ahn.
- Park Soo-young como Shim Suk Bong.[4]
- Gil Hae Yeon como Señora Ma.
- Kim Ha Yoo como Seo Haru.
- Bae Kang Yoo como Lee Jong Min.
- Lee Chang-yeob como Dong Min.

## Banda sonora
| Track listing |                              |            |          |  |
| N.º           | Título                       | Artista    | Duración |  |
| 1.            | «Sweet Heart»                | Kim Ji Min | 3:26     |  |
| 2.            | «Sweet Heart» (Instrumental) | Kim Ji Min | 3:26     |  |